# Sorbus leptophylla
Sorbus leptophylla är en rosväxtart som beskrevs av Edmund Frederic Warburg. Sorbus leptophylla ingår i släktet oxlar, och familjen rosväxter. IUCN kategoriserar arten globalt som akut hotad. Inga underarter finns listade i Catalogue of Life.